# Pierwsza komunia, drugie śniadanie, trzecia Rzeczpospolita
Pierwsza komunia, drugie śniadanie, trzecia Rzeczpospolita – album zespołu Big Cyc wydany 11 sierpnia 1997 przez Silverton. Płyta uzyskała status złotej płyty, sprzedając się do 1998 roku w prawie 200 tysiącach egzemplarzy.

## Lista utworów
1. „Guma” – 2:28
2. „Impreza w Klubie Harcerza” – 2:42
3. „Zbyszek Kieliszek i koleżanka Szklanka” – 3:59
4. „Tylko Mamona” – 3:19
5. „Ballada o Ścierwojadach" – 5:19
6. „Koliber 66” („Zjeb od Doroty?”) – 1:18
7. „Światem rządzą kobiety” – 3:21
8. „Schemat” – 2:48
9. „Taniec lekkich goryli” – 3:12
10. „Wakacje z dygnitarzem” – 2:19
11. „Na bankiecie” – 3:21
12. „Twoja niemoc rodzi przemoc” – 2:44

## Skład
- Jacek Jędrzejak – gitara basowa, śpiew
- Roman Lechowicz – gitary, śpiew
- Jarosław Lis – perkusja, śpiew
- Krzysztof Skiba – śpiew